# Unione Sportiva Salernitana 1953-1954
Questa pagina raccoglie i dati riguardanti l'Unione Sportiva Salernitana nelle competizioni ufficiali della stagione 1953-1954.

## Stagione
Nella stagione 1953-1954 la Salernitana disputò l'ottavo campionato di Serie B della sua storia.
Inizialmente intenzionato a lasciare la società, il presidente Ferro rimase al timone; confermato l'allenatore Enrico Carpitelli, la Salernitana si classificò decima, a pari merito con Messina e Modena.

## Divise
La divisa della Salernitana 1953-1954.
| 1ª divisa |

## Organigramma societario
Area direttiva
- Presidente: Marcantonio Ferro
- Segretario: Bruno Somma

Area tecnica
- Allenatore: Enrico Carpitelli
- Allenatore in seconda: Mario Saracino

Area sanitaria
- Medico Sociale: Gino Bernabò
- Massaggiatore: Alberto Fresa

## Rosa
| N. |                   | Ruolo | Calciatore            |
| -- | ----------------- | ----- | --------------------- |
|    | Italia (bandiera) | P     | Carmine Caracciolo    |
|    | Italia (bandiera) | P     | Ezio Lombardi         |
|    | Italia (bandiera) | D     | Dino Fragni           |
|    | Italia (bandiera) | D     | Euro Galletti         |
|    | Italia (bandiera) | D     | Mauro Tuccini         |
|    | Italia (bandiera) | C     | Giuliano Casani       |
|    | Italia (bandiera) | C     | Lorenzo Colpo         |
|    | Italia (bandiera) | C     | Costantino De Andreis |
|    | Italia (bandiera) | C     | Giuseppe Dardo        |
|    | Italia (bandiera) | C     | Franco Raimondi       |
|    | Italia (bandiera) | C     | Elio Rampinelli       |

| N. |                     | Ruolo | Calciatore        |
| -- | ------------------- | ----- | ----------------- |
|    | Italia (bandiera)   | A     | Nando Barchiesi   |
|    | Italia (bandiera)   | A     | Giorgio Cori      |
|    | Italia (bandiera)   | A     | Renato Fioravanti |
|    | Italia (bandiera)   | A     | Luigi Gigante     |
|    | Ungheria (bandiera) | A     | Mihály Kincses    |
|    | Italia (bandiera)   | A     | Giovanni Lavarino |
|    | Italia (bandiera)   | A     | Lidio Massagrande |
|    | Italia (bandiera)   | A     | Eros Montanari    |
|    | Italia (bandiera)   | A     | Elio Onorato      |
|    | Italia (bandiera)   | A     | Alfredo Pastore   |
|    | Italia (bandiera)   | A     | Luigi Robotti     |

## Risultati

### Serie B

#### Girone d'andata
| Catania 13 settembre 1953 1ª giornata | Catania               | 0 – 0 | Salernitana | Stadio Cibali\| Arbitro: \| De Gregorio (Legnano) \| |
| Arbitro:                              | De Gregorio (Legnano) |       |             |                                                      |

| Arbitro: | Canepa (Genova) |

|                          |           |  |
| Kincses 56’ Lavarino 63’ | Marcatori |  |

| Arbitro: | Guarnaschelli (Pavia) |

|                                      |           |                 |
| Occhetta 2’ De Prati 25’ Remonti 89’ | Marcatori | 76’ Massagrande |

| Arbitro: | Grandville (Roma) |

|                             |           |             |
| Fioravanti 13’ Lavarino 30’ | Marcatori | 70’ Avedano |

| Arbitro: | Marangio (Roma) |

|  |           |                |
|  | Marcatori | 44’ De Andreis |

| Arbitro: | Marchetti (Milano) |

|                |           |  |
| Fioravanti 50’ | Marcatori |  |

| Arbitro: | Piemonte (Monfalcone) |

|             |           |                |
| Viciani 53’ | Marcatori | 27’ Fioravanti |

| Arbitro: | Lo Bello (Siracusa) |

|                                    |           |                                            |
| Lavezzari 33’ Pin 35’ Mannucci 69’ | Marcatori | 55’ Massagrande 56’ Robotti 78’ Fioravanti |

| Arbitro: | Canepa (Genova) |

|                   |           |             |
| Fabbri 13’ (aut.) | Marcatori | 16’ Maselli |

| Arbitro: | Corallo (Lecce) |

|                                             |           |  |
| Raimondi 69’ (aut.) Colombo 73’ Astorri 80’ | Marcatori |  |

| Arbitro: | Piemonte (Monfalcone) |

|  |           |             |
|  | Marcatori | 11’ Gennari |

| Arbitro: | Grignani (Milano) |

|                  |           |  |
| Robotti 54’, 61’ | Marcatori |  |

| Arbitro: | Marangio (Roma) |

|                                          |           |  |
| Tacconi 10’ Savoini 31’ David 60’ (rig.) | Marcatori |  |

| Salerno 27 dicembre 1953 14ª giornata | Salernitana     | 0 – 0 | Fanfulla | Stadio Donato Vestuti\| Arbitro: \| Moriconi (Roma) \| |
| Arbitro:                              | Moriconi (Roma) |       |          |                                                        |

| Arbitro: | Marangio (Roma) |

|             |           |  |
| Kincses 41’ | Marcatori |  |

| Arbitro: | Perego (Milano) |

|                                       |           |  |
| Pallaoro 30’ Sentimenti VI 84’ (rig.) | Marcatori |  |

| Arbitro: | Griggi (Brescia) |

|                 |           |               |
| Massagrande 26’ | Marcatori | 6’ Campagnoli |

#### Girone di ritorno
| Arbitro: | Massai (Pisa) |

|  |           |                            |
|  | Marcatori | 3’, 72’ Cattaneo 27’ Marin |

| Arbitro: | Alterio (Roma) |

|            |           |  |
| Farina 83’ | Marcatori |  |

| Arbitro: | Bonetto (Torino) |

|              |           |  |
| Lavarino 29’ | Marcatori |  |

| Arbitro: | Ferrari (Milano) |

|                                 |           |  |
| Zorzin 7’ (rig.) Stivanello 22’ | Marcatori |  |

| Arbitro: | Marangio (Roma) |

|                            |           |               |
| Massagrande 2’ Kincses 64’ | Marcatori | 68’ Guarnieri |

| Arbitro: | Boati (Milano) |

|                                                      |           |                               |
| Matteucci 29’ (rig.) Luosi 77’ De Andreis 90’ (aut.) | Marcatori | 12’, 68’ Massagrande 18’ Cori |

| Arbitro: | Agnolin (Bassano del Grappa) |

|                 |           |            |
| Massagrande 25’ | Marcatori | 9’ Caprile |

| Arbitro: | Liverani (Torino) |

|             |           |  |
| Kincses 27’ | Marcatori |  |

| Arbitro: | Alterio (Roma) |

|          |           |  |
| Moro 82’ | Marcatori |  |

| Salerno 4 aprile 1954 27ª giornata | Salernitana     | 0 – 0 | Monza | Stadio Donato Vestuti\| Arbitro: \| Moriconi (Roma) \| |
| Arbitro:                           | Moriconi (Roma) |       |       |                                                        |

| Arbitro: | Canepa (Genova) |

|                  |           |  |
| Loranzi 17’, 42’ | Marcatori |  |

| Arbitro: | Boati (Milano) |

|                                    |           |                                     |
| Valli 8’, 85’ Pellis 19’, 53’, 56’ | Marcatori | 60’ (rig.), 74’ De Andreis 65’ Cori |

| Arbitro: | Ferrari (Milano) |

|                                |           |             |
| Fioravanti 31’ Massagrande 40’ | Marcatori | 23’ Savoini |

| Lodi 9 maggio 1954 31ª giornata | Fanfulla         | 0 – 0 | Salernitana | Stadio Dossenina\| Arbitro: \| Rigato (Venezia) \| |
| Arbitro:                        | Rigato (Venezia) |       |             |                                                    |

| Arbitro: | Bonetto (Torino) |

|                                   |           |  |
| Rosa 34’ Farinelli 73’ Parodi 79’ | Marcatori |  |

| Arbitro: | Occhinegro (Taranto) |

|            |           |                    |
| Robotti 9’ | Marcatori | 17’, 75’ Scarascia |

| Arbitro: | Righi (Milano) |

|                        |           |              |
| Lerici 17’ Giraudo 37’ | Marcatori | 14’ Lavarino |

## Statistiche

### Statistiche di squadra
| Competizione | Punti | In casa | In casa | In casa | In casa | In casa | In casa | In trasferta | In trasferta | In trasferta | In trasferta | In trasferta | In trasferta | Totale | Totale | Totale | Totale | Totale | Totale | DR  |
| Competizione | Punti | G       | V       | N       | P       | Gf      | Gs      | G            | V            | N            | P            | Gf           | Gs           | G      | V      | N      | P      | Gf     | Gs     | DR  |
| ------------ | ----- | ------- | ------- | ------- | ------- | ------- | ------- | ------------ | ------------ | ------------ | ------------ | ------------ | ------------ | ------ | ------ | ------ | ------ | ------ | ------ | --- |
| Serie B      | 30    | 17      | 9       | 5       | 3       | 18      | 12      | 17           | 1            | 5            | 11           | 13           | 34           | 34     | 10     | 10     | 14     | 31     | 46     | -15 |

### Statistiche dei giocatori
| Giocatore      | Serie B  | Serie B | Serie B     | Serie B    |
| Giocatore      | Presenze | Reti    | Ammonizioni | Espulsioni |
| -------------- | -------- | ------- | ----------- | ---------- |
| N. Barchiesi   | 2        | 0       | ?           | ?          |
| C. Caracciolo  | 2        | -5      | ?           | ?          |
| G. Casani      | 1        | 0       | ?           | ?          |
| L. Colpo       | 32       | 0       | ?           | ?          |
| G. Cori        | 15       | 2       | ?           | ?          |
| G. Dardo       | 3        | 0       | ?           | ?          |
| C. De Andreis  | 29       | 3       | ?           | ?          |
| R. Fioravanti  | 17       | 5       | ?           | ?          |
| D. Fragni      | 33       | 0       | ?           | ?          |
| E. Galletti    | 21       | 0       | ?           | ?          |
| L. Gigante     | 17       | 0       | ?           | ?          |
| M. Kincses     | 14       | 4       | ?           | ?          |
| G. Lavarino    | 26       | 4       | ?           | ?          |
| E. Lombardi    | 32       | -41     | ?           | ?          |
| L. Massagrande | 32       | 8       | ?           | ?          |
| E. Montanari   | 2        | 0       | ?           | ?          |
| E. Onorato     | 5        | 0       | ?           | ?          |
| A. Pastore     | 10       | 0       | ?           | ?          |
| F. Raimondi    | 27       | 0       | ?           | ?          |
| E. Rampinelli  | 23       | 0       | ?           | ?          |
| L. Robotti     | 25       | 4       | ?           | ?          |
| M. Tuccini     | 6        | 0       | ?           | ?          |